# Modrogrzbiecik ostrosterny
Modrogrzbiecik ostrosterny, manakin ostrosterny (Chiroxiphia lanceolata) – gatunek małego ptaka z rodziny gorzykowatych (Pipridae). Występuje w północnej części Ameryki Południowej i w Panamie. Jest klasyfikowany jako gatunek najmniejszej troski (LC, ang. Least Concern).

## Systematyka
Takson ten po raz pierwszy zgodnie z zasadami nazewnictwa binominalnego opisał niemiecki ornitolog Johann Georg Wagler w 1830 roku na łamach „Isis oder encyclopädische Zeitung von Oken”. Autor nadał ptakowi nazwę Pipra lanceolata. Jako miejsce typowe autor podał błędnie Guiana sive Cajenna, w 1950 roku William H. Phelps i William H. Phelps Jr. skorygowali je na Cerro Turumiquire w Wenezueli. Czasami takson ten był traktowany jako jeden gatunek razem z modrogrzbiecikiem długosternym (Chiroxiphia linearis) i modrogrzbiecikiem trójbarwnym (Chiroxiphia pareola). Jest gatunkiem monotypowym.

### Etymologia
- Chiroxiphia: gr. χειρ kheir, χειρος kheiros „ręka”; ξιφος xiphos „miecz”[11].
- lanceolatus: łac. lanceolatus – „lancetowaty, w kształcie włóczni”[12].

## Morfologia
Modrogrzbiecik ostrosterny jest małym ptakiem o silnym dymorfizmie płciowym. Samce są w większości czarne z czerwoną czapeczką na szczycie głowy, jasnoniebieskim grzbietem i pokrywami. Ogon czarny z dwoma środkowymi sterówkami wydłużonymi. Dziób krótki, lekko zakrzywiony, czarny. Samica jest oliwkowozielona z jaśniejszymi dolnymi częściami ciała, w okolicach brzucha i pokryw podogonowych przechodzących w kolor żółtawy. Dziób szaro-oliwkowy. Nogi żółto-pomarańczowe. Ogon prosty, ciemniejszy z dwoma środkowymi sterówkami wydłużonymi. Młode osobniki podobne do samic. U rocznych samców pojawia się czerwona czapeczka. Długość ciała z wydłużonymi sterówkami środkowymi: samce 13,7 cm, samice 13 cm, masa ciała samce 15–17,9 g, samice 14,1–19,8 g.

## Zasięg występowania
Zasięg występowania (EOO, Extent of Occurrence) modrogrzbiecika ostrosternego według szacunków organizacji BirdLife International obejmuje 1,14 mln km². Dolna granica występowania określana jest na poziomie morza, górna na 1500 m n.p.m., a lokalnie 1700 m n.p.m. Występuje w południowo-zachodniej Kostaryce i Panamie, w tym na wyspach Coiba i Cébaco, w północnej Kolumbii na wybrzeżu Morza Karaibskiego razem z górami Serranía de Perijá i Sierra Nevada de Santa Marta i w północnej Wenezueli, a także lokalnie w środkowej części rzeki Magdalena w departamentach Cundinamarca i Tolima.

## Ekologia i zachowanie
Modrogrzbiecik ostrosterny występuje w lasach z gęstym podszytem od wilgotnych lasów tropikalnych do suchych. Zamieszkuje także lasy wtórnego wzrostu. Niewiele wiadomo o diecie tego gatunku, składa się głównie z owoców z małych drzew i krzewów, które podejmuje także w locie, oraz z owadów. Długość pokolenia jest określana na 2,97 roku.

### Rozmnażanie
Nie ma wielu informacji na temat rozmnażania i gniazdowania tego gatunku. Okres lęgowy w Panamie od sierpnia do września. Gniazda w formie niewielkiej miseczki zbudowane są z traw i włókien roślin, umieszczone w krzewach na wysokości około 1 m nad ziemią, w rozwidleniach gałązek i osłonięte martwymi liśćmi. W lęgu 2 jaja. Brak informacji o inkubacji i gniazdowaniu. W czasie badań w Panamie na 7 obserwowanych gniazd aż 6 padło łupem drapieżników: kacykowca rdzaworzytnego, myszołowczyka, modrowronki liliowoskrzydłej i dydelfa wirginijskiego.

## Status
W Czerwonej księdze gatunków zagrożonych IUCN modrogrzbiecik ostrosterny jest klasyfikowany jako gatunek najmniejszej troski (LC, ang. Least Concern). W 2019 roku organizacja Partners in Flight szacowała liczebność populacji na 500 000 – 4 999 999 dorosłych osobników, zaś trend liczebności oceniła jako lekko spadkowy. Gatunek ten opisywany jest jako dość pospolity.